# アパメー
アパメー（古代ギリシャ語: Ἀπάμα, ラテン文字転写: Apáma）は、セレウコス朝初代皇帝セレウコス1世の妻である。アパメー1世（Apame I）としても知られる。

## 生涯
アパメーは紀元前324年にスーサでセレウコス1世と結婚した。当時の文献によると、アパメーは、ソグディアナの豪族スピタメネスの娘であるとされる（アッリアノス, VII, 4, 6）。
アパメーとセレウコス1世の間には、娘アパメーと、セレウコス朝を継いだアンティオコス1世とアカエウスの2人の息子をもうけた。アパメーの死後、セレウコス1世は、デメトリオス1世の娘ストラトニケと再婚し、娘のフィラが生まれた。アパメア等のいくつかの町がアパメーの名前にちなんで名づけられた。